# Synagoga Halicka w Kijowie
Synagoga Halicka w Kijowie (ukr. Галицька синагога у Києві), zwana również Beit Jakow – synagoga znajdująca się w Kijowie, stolicy Ukrainy.
Synagoga została zbudowana w 1909 roku w stylu mauretańsko-neoromańskim. Podczas II wojny światowej, po wkroczeniu wojsk niemieckich do Kijowa w 1941 roku, synagoga została zdewastowana. Po zakończeniu wojny przez ponad pięćdziesiąt lat służyła jako magazyn amunicji. Na początku lat 90. została zwrócona kijowskiej gminie żydowskiej. W 2001 roku została gruntownie wyremontowana i ponownie dostosowana do funkcji kultu religijnego.

## Galeria

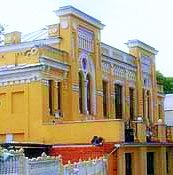
Fasada synagogi
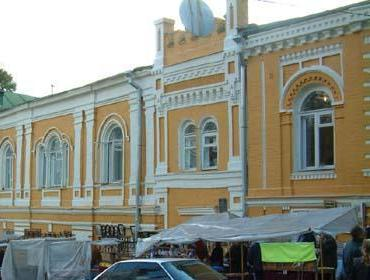
Elewacja boczna
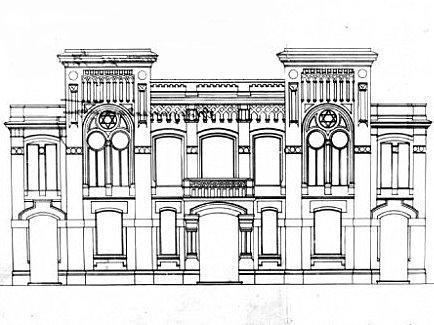
Projekt synagogi